# هورست أدلر
هورست أدلر (بالألمانية: Horst Adler)‏ (و. 1941  م) هو عالم آثار، ومؤرخ عصور ما قبل التاريخ، وكاتب نمساوي، ولد في فيينا.